# Віняри (Великопольське воєводство)
Віняри (пол. Winiary) — село в Польщі, у гміні Ґнезно Гнезненського повіту Великопольського воєводства.
У 1975-1998 роках село належало до Познанського воєводства.